# Alana Blahoski
Alana Olga Blahoski (Saint Paul, 29 aprile 1974) è un'ex hockeista su ghiaccio e allenatrice statunitense.
Ha fatto parte della squadra nazionale di hockey su ghiaccio femminile degli Stati Uniti dal 1996 al 2001, vincendo l'oro olimpico alle Olimpiadi invernali del 1998 a Nagano e quattro medaglie d'argento ai Campionati del mondo. Tra il 2004 e il 2006 è stata assistente dell'allenatore, portando la squadra alla vittoria della medaglia d'oro ai Campionati del Mondo 2005.

## Biografia
Blahoski ha trascorso gli anni del liceo alla Johnson High School nella nativa Saint Paul fino al 1992, prima di trasferirsi al Providence College. Durante i suoi quattro anni all'università, oltre agli studi di sociologia, ha giocato per la squadra universitaria della lega sportiva universitaria ECAC Hockey - sia hockey su ghiaccio che softball. Per la squadra di hockey su ghiaccio, l'attaccante aveva segnato 83 punti, di cui 35 gol, in quattro anni.

## Carriera
Dopo essersi laureata, Blahoski è entrata a far parte della Federazione di hockey su ghiaccio degli Stati Uniti d'America, dove ha rappresentato per i successivi cinque anni la squadra nazionale di hockey su ghiaccio femminile degli Stati Uniti in quasi tutti i principali tornei internazionali. Dopo aver vinto la medaglia d'argento ai Mondiali del 1997, l'attaccante ha preso parte al torneo inaugurale di hockey su ghiaccio femminile nell'ambito delle Olimpiadi invernali del 1998 a Nagano, in Giappone. Lì ha coronato la sua carriera vincendo la medaglia d'oro. Blahoski ha in seguito gareggiato nei Campionati mondiali del 1999, 2000 e 2001, conclusi tutti con ulteriori vittorie di medaglia d'argento. Nell'estate del 2001 si è ritirata dall'attività agonistica.
Dal 2003 Blahoski ha lavorato come assistente allenatrice e vice allenatrice della squadra nazionale femminile degli Stati Uniti. In questo ruolo, ha portato la squadra alla vincita di tre medaglie: due ai campionati del mondo (argento nel 2004 e oro nel 2005, la prima vincita di una squadra statunitense) e una medaglia olimpica alle Olimpiadi Invernali 2006 di Torino, dove le statunitense sono arrivate terze e hanno vinto il bronzo. Nel 2004 è diventata allenatrice capo della squadra femminile U22, che ha successivamente supervisionato per un periodo di tempo più lungo.

## Palmarès

### Internazionale

#### Giocatrice
- Giochi Olimpici:
  - Vincitrice: 1998
- Campionato del mondo:
  - Medaglia d'argento : 1997, 1999, 2000, 2001

#### Allenatrice
- Giochi Olimpici:
  - Medaglia di bronzo: 2006
- Campionato del mondo:
  - Vincitrice: 2005
  - Medaglia d'argento: 2004